# Liste der Silly-Symphonies-Filme

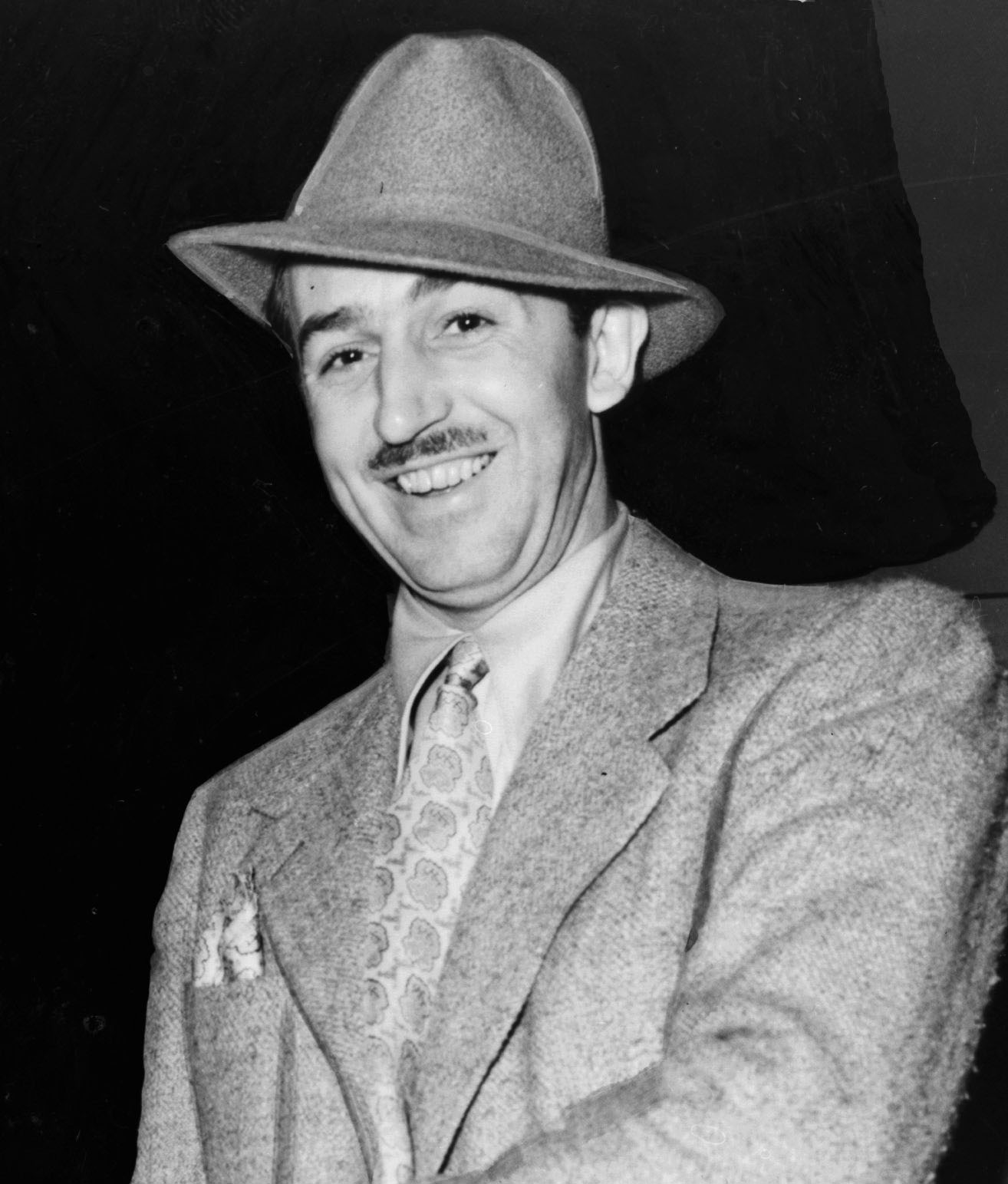
Produzent Walt Disney im Jahr 1938

Die Liste der Silly-Symphonies-Filme umfasst 75 kurze Zeichentrickfilme, die zwischen 1929 und 1939 von den Walt Disney Productions veröffentlicht wurden. Die Reihe „Silly Symphonies“ entstand nach einer Idee des Komponisten Carl Stalling, der Walt Disney davon überzeugen konnte, neben den Micky-Maus-Filmen eine zweite Trickfilmreihe zu starten, bei der anstelle wiederkehrender Figuren die visuelle Umsetzung von Musik im Vordergrund stehen sollte.
Als erster Film der Reihe wurde am 22. August 1929 der Kurzfilm Tanz der Skelette veröffentlicht. Der Erfolg der Reihe stellte sich aber erst 1932 ein, als mit dem Film Von Blumen und Bäumen (original Flowers and Trees) ein neues Technicolor-Verfahren präsentiert wurde, das erstmals natürliche Farben garantierte. Disney besaß für ein Jahr die Exklusivrechte an diesem Farbfilmsystem. Die Silly Symphonies entwickelten sich zur prestigeträchtigsten Serie bei Disney, die mit Die drei kleinen Schweinchen (orig. Three Little Pigs) 1933 ihren größten internationalen Erfolg feierte.
Walt Disney ließ technische Innovationen in den Silly Symphonies ausprobieren, so die realistische Animation menschlicher Charaktere in Der Raub der Frühlingsgöttin (original The Goddess of Spring) oder die erste Verwendung einer neu entwickelten Multiplan-Kamera in Die alte Mühle (original The Old Mill). Die Erfahrungen in der Herstellung dieser Kurzfilme flossen in die Entwicklung von Disneys erstem abendfüllenden Zeichentrickfilm Schneewittchen und die sieben Zwerge (original Snow White and the Seven Dwarves) ein.
Aufgrund der hohen Produktionskosten sowie der Neuausrichtung der Walt Disney Productions auf die Erstellung abendfüllender Zeichentrickfilme wurde die Silly-Symphonies-Serie 1938 eingestellt. Der letzte Film der Reihe, das hässliche Entlein (orig. The Ugly Duckling), wurde Ostern 1939 veröffentlicht und ein Jahr später mit dem Oscar als bester animierter Kurzfilm ausgezeichnet. Seit der Einführung dieser Kategorie bei der Oscarverleihung 1932 ging bis zum Jahr 1940 jeder Oscar an einen Disney-Film; mit Ausnahme des außerhalb der Reihe produzierten Films Ferdinand, der Stier wurden dabei ausschließlich Silly-Symphonies-Cartoons ausgezeichnet.

## Erklärung
- Veröffentlichung: Termin der Veröffentlichung des Films in den Vereinigten Staaten.
- Originaltitel: Titel, unter dem der Film in den Vereinigten Staaten veröffentlicht wurde.
- Deutscher Titel: Titel, unter dem der Film im deutschsprachigen Raum veröffentlicht wurde. Einige Filme wurden im Laufe der Jahrzehnte mehrfach umbenannt, daher wird der Titel aufgeführt, unter dem der Film auf Video- bzw. DVD-Veröffentlichungen bekannt ist. Im deutschsprachigen Raum wurden bisher 53 Silly-Symphonies-Filme veröffentlicht, nicht immer mit deutschem Namen. Bei acht Filmen wird der Titel der deutschen Erstaufführung in den 1930er-Jahren aufgeführt.[5] Diese Titel sind kursiv gesetzt.
- Regisseur: Der verantwortliche Regisseur des Films. Bei einigen der frühen Filme wurde kein Regisseur im Vorspann genannt, die Angaben beruhen hier auf der IMDb und der Enzyklopädie Disney A to Z.
- Anmerkungen: Hinweise auf Besonderheiten der Produktion sowie auf Auszeichnungen des Films.

## Filme der Silly-Symphonies-Reihe
| Veröffentlichung | Originaltitel                | Deutscher Titel                     | Regisseur       | Anmerkungen |
| ---------------- | ---------------------------- | ----------------------------------- | --------------- | --- |
| 22. Aug. 1929    | The Skeleton Dance           | Tanz der Skelette                   | Walt Disney     | erster Silly-Symphonies-Cartoon |
| 26. Sep. 1929    | El terrible Toreador         | Auf in den Kampf, Torero            | Walt Disney     | |
| 24. Okt. 1929    | Springtime                   | Frühling                            | Walt Disney     | erster von vier Cartoons über die Jahreszeiten |
| 30. Okt. 1929    | Hell’s Bells                 | Höllenzauber                        | Ub Iwerks       | erster Silly-Symphonies-Cartoon von Ub Iwerks |
| 16. Dez. 1929    | The Merry Dwarfs             | Die närrischen Zwerge               | Walt Disney     | |
| 16. Jan. 1930    | Summer                       | Sommer                              | Ub Iwerks       | |
| 15. Feb. 1930    | Autumn                       | Herbst                              | Ub Iwerks       | |
| 20. März 1930    | Cannibal Capers              | Kannibalen                          | Burt Gillett    | erste Regiearbeit Burt Gilletts |
| 28. Apr. 1930    | Night                        | Nacht                               | Walt Disney     | |
| 21. Juni 1930    | Frolicking Fish              | Fische auf der Flucht               | Burt Gillett    | |
| 27. Juni 1930    | Arctic Antics                | Die Seehunde und die Pinguine       | Ub Iwerks       | Iwerks letzte Regiearbeit für Disney |
| 16. Aug. 1930    | Midnight in a Toy Shop       | Nachts im Spielzeugladen            | Wilfred Jackson | Jacksons erster Silly-Symphonies-Cartoon |
| 26. Sep. 1930    | Monkey Melodies              | Affen – Melodien                    | Burt Gillett    | |
| 30. Okt. 1930    | Winter                       | Winter                              | Burt Gillett    | letzter Cartoon über die vier Jahreszeiten |
| 27. Dez. 1930    | Playful Pan                  | Waldbrand                           | Burt Gillett    | |
| 3. Feb. 1931     | Birds of a Feather           | Gleich und gleich gesellt sich gern | Burt Gillett    | |
| 16. Apr. 1931    | Mother Goose Melodies        | Melodien von Mutter Gans            | Burt Gillett    | |
| 23. Mai 1931     | The China Plate              | Der chinesische Teller              | Wilfred Jackson | |
| 30. Juni 1931    | The Busy Beavers             | Die fleißigen Biber                 | Wilfred Jackson | |
| 28. Juli 1931    | The Cat’s Out                | Die Katze ist draußen               | Wilfred Jackson | |
| 27. Aug. 1931    | Egyptian Melodies            | Ägyptische Melodien                 | Wilfred Jackson | |
| 28. Sep. 1931    | The Clock Store              | Tanz der Uhren                      | Wilfred Jackson | |
| 16. Okt. 1931    | The Spider and the Fly       | Die Spinne und die Fliege           | Wilfred Jackson | |
| 21. Okt. 1931    | The Fox Hunt                 | Die Fuchsjagd                       | Wilfred Jackson | unter dem gleichen Titel wurde 1938 ein Cartoon mit Donald Duck und Goofy veröffentlicht                                                            |
| 17. Dez. 1931    | The Ugly Duckling            | Das hässliche Entlein               | Wilfred Jackson | basierend auf Hans Christian Andersens gleichnamigen Märchen; ein Remake wurde 1939 in Farbe veröffentlicht                                         |
| 16. Jan. 1932    | The Bird Store               | Gesang und Tanz im Vogelgeschäft    | Wilfred Jackson | |
| 9. Juli 1932     | The Bears and Bees           | Von Bären und Bienen                | Wilfred Jackson | |
| 30. Juli 1932    | Just Dogs                    | Hunde                               | Burt Gillett    | erster Auftritt von Pluto ohne Micky Maus |
| 30. Juli 1932    | Flowers and Trees            | Von Blumen und Bäumen               | Burt Gillett    | erster Film im neuen 3-Farben-Druck von Technicolor; erster Oscar-Gewinner in der Kategorie Bester animierter Kurzfilm                              |
| 10. Sep. 1932    | King Neptune                 | König Neptun                        | Burt Gillett    | |
| 1. Okt. 1932     | Bugs in Love                 | Marienkäfer verliebt                | Burt Gillett    | letzter Silly-Symphonies-Cartoon in Schwarzweiß |
| 19. Nov. 1932    | Babes in the Woods           | Abenteuer im Zauberland             | Burt Gillett    | basierend auf dem Märchen Hänsel und Gretel |
| 10. Dez. 1932    | Santa’s Workshop             | Die Werkstatt vom Weihnachtsmann    | Wilfred Jackson | |
| 11. März 1933    | Birds in the Spring          | Vögel im Frühling                   | David Hand      | |
| 8. Apr. 1933     | Father Noah’s Ark            | Die Arche Noah                      | Wilfred Jackson | |
| 27. Mai 1933     | Three Little Pigs            | Die drei kleinen Schweinchen        | Burt Gillett    | ausgezeichnet mit dem Oscar für den Besten animierten Kurzfilm; 2007 in das National Film Registry aufgenommen                                      |
| 29. Juli 1933    | Old King Cole                | Der Märchenkönig                    | David Hand      | |
| 19. Aug. 1933    | Lullaby Land                 | Lullaby Land                        | Wilfred Jackson | |
| 16. Sep. 1933    | The Pied Piper               | Der Rattenfänger von Hameln         | Wilfred Jackson | |
| 9. Dez. 1933     | The Night Before Christmas   | Der Weihnachtsmann kommt            | Wilfred Jackson | Fortsetzung von Die Werkstatt vom Weihnachtsmann |
| 13. Jan. 1934    | The China Shop               | Nächtlicher Kampf im Porzellanladen | Wilfred Jackson | |
| 10. Feb. 1934    | The Grasshopper and the Ants | Die Heuschrecke und die Ameisen     | Wilfred Jackson | |
| 24. März 1934    | Funny Little Bunnies         | Im Tal der Osterhasen               | Wilfred Jackson | |
| 14. Apr. 1934    | The Big Bad Wolf             | Der große böse Wolf                 | Burt Gillett    | erste Fortsetzung von Die drei kleinen Schweinchen                                                                                                  |
| 9. Juni 1934     | The Wise Little Hen          | Die kluge kleine Henne              | Wilfred Jackson | Donald Ducks erster Auftritt |
| 14. Juli 1934    | The Flying Mouse             | Die fliegende Maus                  | David Hand      | |
| 1. Sep. 1934     | Peculiar Penguins            | Der verliebte Pinguin               | Wilfred Jackson | |
| 3. Nov. 1934     | The Goddess of Spring        | Der Raub der Frühlingsgöttin        | Wilfred Jackson | |
| 5. Jan. 1935     | The Tortoise and the Hare    | Die Schildkröte und der Hase        | Wilfred Jackson | ausgezeichnet mit dem Oscar als Bester animierter Kurzfilm                                                                                          |
| 22. März 1935    | The Golden Touch             | Die glückliche Hand                 | Walt Disney     | Walt Disneys letzte Regiearbeit |
| 20. Apr. 1935    | The Robber Kitten            | Der kleine Räuber                   | David Hand      | |
| 11. Mai 1935     | Water Babies                 | Wasserbabies                        | Wilfred Jackson | |
| 25. Mai 1935     | The Cookie Carnival          | Die Kuchenkönigin                   | Ben Sharpsteen  | |
| 29. Juni 1935    | Who Killed Cock Robin        | Wer schoss auf Robin?               | David Hand      | Oscarnominierung als Bester animierter Kurzfilm |
| 5. Okt. 1935     | Music Land                   | Musik-Land                          | Wilfred Jackson | |
| 26. Okt. 1935    | Three Orphan Kittens         | Die drei kleinen Waisenkätzchen     | David Hand      | ausgezeichnet mit dem Oscar als Bester animierter Kurzfilm                                                                                          |
| 30. Nov. 1935    | Cock o’ the Walk             | Der eingebildete Hahn               | Ben Sharpsteen  | |
| 14. Dez. 1935    | Broken Toys                  | Zerbrochene Spielzeuge              | Ben Sharpsteen  | |
| 28. März 1936    | Elmer Elephant               | Elmer Elefant                       | Wilfred Jackson | |
| 14. Apr. 1936    | Three Little Wolves          | Die drei kleinen Wölfe              | David Hand      | zweite Fortsetzung von Die drei kleinen Schweinchen                                                                                                 |
| 22. Aug. 1936    | Toby Tortoise Returns        | Toby Schildkröt schlägt sie alle    | Wilfred Jackson | Fortsetzung zu Die Schildkröte und der Hase |
| 26. Sep. 1936    | Three Blind Mouseketeers     | Die drei blinden Mausketiere        | David Hand      | |
| 31. Okt. 1936    | The Country Cousin           | Der Vetter vom Lande                | Wilfred Jackson | ausgezeichnet mit dem Oscar als Bester animierter Kurzfilm                                                                                          |
| 14. Nov. 1936    | Mother Pluto                 | Mutter Pluto                        | Wilfred Jackson | der zweite Silly-Symphonies-Film mit Pluto als Hauptdarsteller                                                                                      |
| 19. Dez. 1936    | More Kittens                 | Die Kätzchenplage                   | David Hand      | Fortsetzung von Drei kleine Waisenkätzchen |
| 13. März 1937    | Woodland Café                | Das swingende Ballhaus              | Wilfred Jackson | |
| 15. Mai 1937     | Little Hiawatha              | Klein Adlerauge                     | David Hand      | |
| 5. Nov. 1937     | The Old Mill                 | Die alte Mühle                      | Wilfred Jackson | ausgezeichnet mit dem Oscar als Bester animierten Kurzfilm; erster Einsatz von Disneys Multiplan-Kamera                                             |
| 1. Apr. 1938     | Moth and the Flame           | Die Motte und die Flamme            | Burt Gillett    | |
| 27. Mai 1938     | Wynken, Blynken and Nod      | Das Zauberschiff                    | Graham Heid     | |
| 14. Okt. 1938    | Farmyard Symphony            | Eine Farm voller Melodien           | Jack Cutting    | |
| 9. Dez. 1938     | Merbabies                    | Meer-Babys                          | Rudolf Ising    | eine Produktion des Harman-Ising-Studios für Disney; Fortsetzung von Wasserbabies                                                                   |
| 23. Dez. 1938    | Mother Goose Goes Hollywood  | Mutter Gans auf Hollywood Reise     | Wilfred Jackson | Oscarnominierung als Bester animierter Kurzfilm |
| 24. Feb. 1939    | The Practical Pig            | Schweinchen Schlau                  | Dick Rickard    | dritte Fortsetzung von Die drei kleinen Schweinchen (1)                                                                                             |
| 7. Apr. 1939     | The Ugly Duckling            | Das hässliche Entlein               | Jack Cutting    | letzter Film der Silly-Symphonies-Reihe; (1) ausgezeichnet mit dem Oscar als Bester animierter Kurzfilm; Remake des gleichnamigen Cartoons von 1931 |